# Кисарев, Владимир Фёдорович
Кисарев Владимир Фёдорович (8 сентября 1928, Вятская губерния — 1 мая 1996, Кривой Рог, Днепропетровская область) — советский металлург, сталевар Криворожского металлургического завода имени В. И. Ленина Министерства чёрной металлургии Украинской ССР. Герой Социалистического Труда (1966).

## Биография
Родился 8 сентября 1928 года в Вятской губернии, на территории нынешней Кировской области. Русский.
В 1939 году с семьёй переехал в город Лысьва. Окончив школу в 1943 году поступил в Лысьвенское ремесленное училище № 2 (ныне — профессионально-техническое училище № 6), которое окончил в 1945 году, получив специальность сталевара 9-го разряда.
В 1945—1951 годах работал в мартеновском цехе Лысьвенского металлургического завода — сначала подручным сталевара, затем сталеваром.
В 1951—1961 годах работал в мартеновском цехе Нижнетагильского металлургического завода — сначала подручным сталевара, затем сталеваром. В 1953 году окончил школу мастеров мартеновского производства.
В 1961 году по переводу приехал осваивать 600-тонные мартеновские печи на завод «Криворожсталь» в Кривом Роге.
Указом Президиума Верховного Совета от 22 марта 1966 года за выдающиеся успехи, достигнутые в развитии чёрной металлургии, Кисареву Владимиру Фёдоровичу присвоено звание Героя Социалистического Труда с вручением ордена Ленина и золотой медали «Серп и Молот».
Работал сталеваром на Криворожстали до выхода на пенсию в 1978 году, продолжил работать слесарем в газокислородном цехе завода.
Новатор производства, наставник и рационализатор. Инициатор трудовых починов, победитель соревнований. Принимал активное участие в общественной жизни.
Умер 1 мая 1996 года в Кривом Роге.

## Награды
- Медаль «Серп и Молот» (№ 10702 от 22.03.1966);
- Орден Ленина (№ 356083 от 22.03.1966);
- медаль «За трудовое отличие» (05.05.1949);
- Заслуженный металлург УССР.

## Память
- Имя на Стеле Героев в Кривом Роге.
- Имя в Книге трудовой славы Днепропетровской области.